# Todesfälle unter DDR-Grenzern

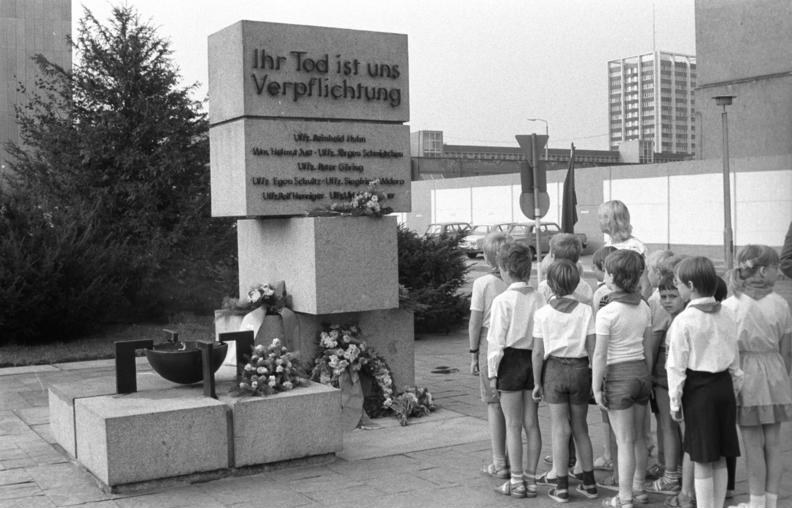
Gedenkstätte (1973–1994) für getötete Grenzsoldaten in Ost-Berlin, 1986

Todesfälle unter DDR-Grenzern fasst die Fälle der in Ausübung ihres Dienstes ums Leben gekommenen Soldaten und Offiziere der Grenzpolizei, der Grenztruppen und der Volkspolizei der DDR zusammen.

## Umstände des Todes
Nach Gründung der Deutschen Demokratischen Republik im Oktober 1949 bis zu ihrem Ende 1990 fanden 26 Grenzpolizisten und Grenzsoldaten an der innerdeutschen Grenze, an der Berliner Mauer und in einem Fall an der Grenze zur ČSSR den Tod. Die meisten dieser DDR-Grenzer waren Angehörige der Volkspolizei oder der Grenztruppen der DDR.
Getötet wurden sie von:
- desertierenden DDR-Grenzern (sieben Fälle),
- desertierenden Angehörigen anderer bewaffneter Organe der DDR, d. h. NVA, Volkspolizei, bzw. deren Vorgängerorganisationen (vier Fälle)
- desertierenden Angehörigen der Gruppe der Sowjetischen Streitkräfte in Deutschland (zwei Fälle),
- im Irrtum oder versehentlich handelnden DDR-Grenzern (drei Fälle),
- Flüchtlingen aus der DDR (drei Fälle),
- Fluchthelfern (ein Fall),
- West-Berliner Polizisten (ein Fall), Bundesgrenzschutzbeamten (ein Fall), US-Soldaten (drei Fälle) sowie
- Unbekannten Tätern (zwei Fälle).

Eine zuverlässige Aussage zu den einzelnen Tätern ist nicht in allen Fällen möglich.

## Namensliste

### Vor dem Bau der Berliner Mauer (1949–1961)

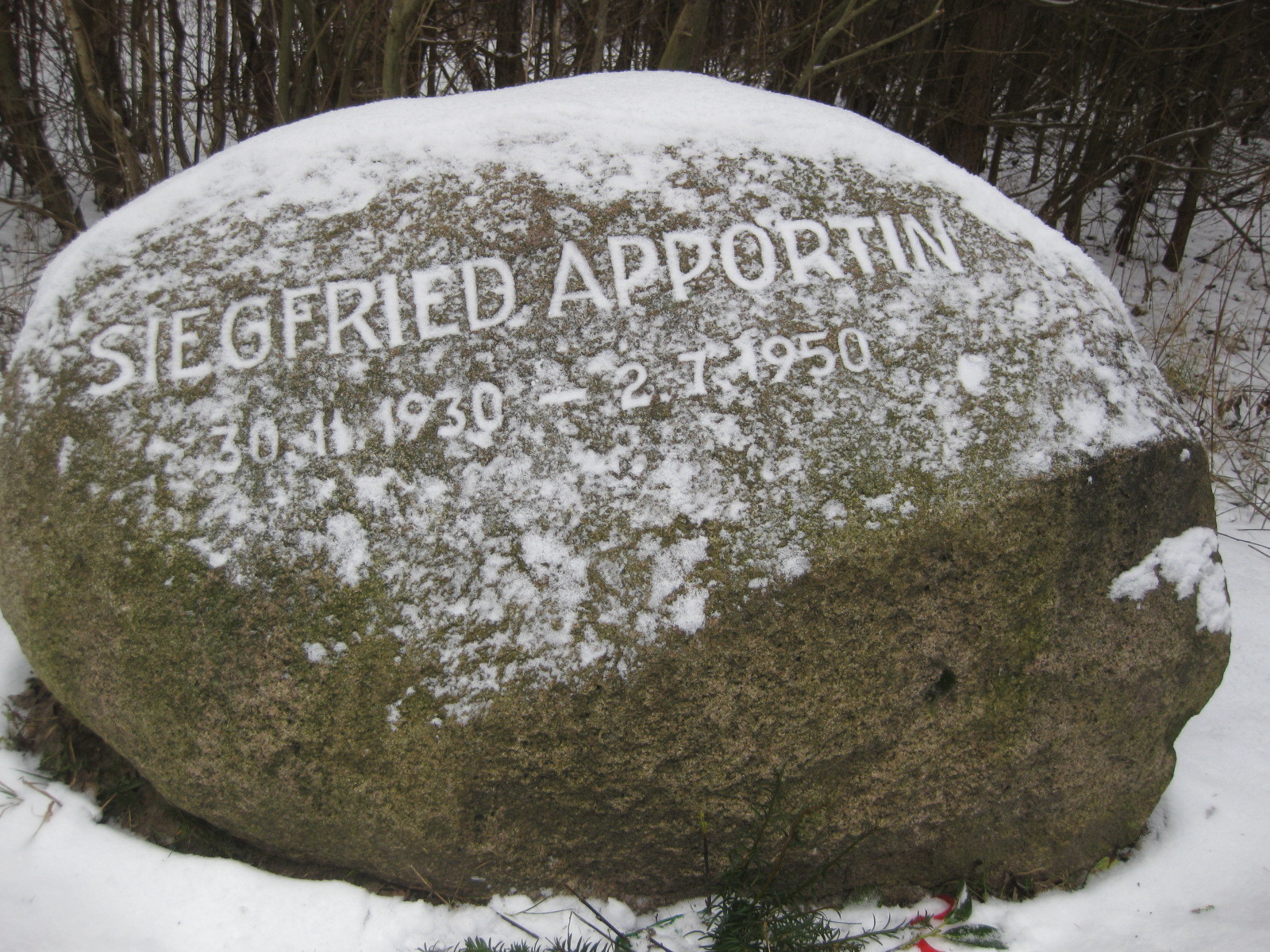
Gedenkstein für Siegfried Apportin

1. Siegfried Apportin († 2. Juli 1950 in Palingen), von seinem fahnenflüchtigen Posten erschossen.[1]
2. Herbert Liebs († 21. Februar 1951 in Pferdsdorf), von US-Soldaten erschossen.[2]
3. Werner Schmidt[3] und
4. Heinz Janello († 2. März 1951 Obersuhl), von US-Soldaten erschossen.[4]
5. Rudolf Spranger († 7. August 1951), von einem Flüchtling erschossen.[5]
6. Manfred Portwich († 27. Oktober 1951 bei Wendehausen), bei einem Schusswechsel mit DDR-Flüchtlingen getötet.[6]
7. Ulrich Krohn († 16. Mai 1952 bei Thurow), als Postenführer von seinem desertierenden Posten erst niedergeschlagen und dann erschossen.[7]
8. Helmut Just († 30. Dezember 1952 in Berlin), von unbekannten Tätern erschossen.
9. Namentlich nicht genannter „Kontrolloffizier“ der Kasernierten Volkspolizei (KVP), von einem Posten der KVP am 20. Juni 1953 in Berlin bei einer Inspektion des Kontrollpunkts Sonnenallee versehentlich oder als Deserteur erschossen.[8]
10. Waldemar Estel († 3. September 1956 bei Buttlar) von einem vermutlich spanischen Staatsbürger erschossen, den er festgenommen hatte.[9]

Nach einer anderen Quelle wurden 1949 (bis Oktober) noch zwei weitere Todesfälle mit Namen aufgeführt.

### Während des Bestehens der Berliner Mauer (1961–1989)
1. Jörgen Schmidtchen († 18. April 1962 in Griebnitzsee), von zwei fahnenflüchtigen NVA-Offiziersschülern erschossen.
2. Manfred Weiß († 19. Mai 1962 in Henneberg), von seinem fahnenflüchtigen Posten erschossen.
3. Peter Göring († 23. Mai 1962 in Berlin), wurde im Schusswechsel mit West-Berliner Polizisten von einem Querschläger tödlich getroffen.
4. Reinhold Huhn († 18. Juni 1962 in Berlin), von einem Fluchthelfer erschossen.
5. Rudi Arnstadt († 14. August 1962 in Wiesenfeld), von einem BGS-Beamten erschossen.
6. Günter Seling († 30. September 1962 in Teltow), von einem DDR-Grenzsoldaten erschossen, der ihn für einen Flüchtling hielt.
7. Siegfried Widera († 8. September 1963 in Berlin), von Flüchtenden am 23. August 1963 niedergeschlagen.
8. Egon Schultz († 5. Oktober 1964 in Berlin), irrtümlich erschossen von einem Kameraden bei Entdeckung des Tunnels 57.
9. Rolf Henniger († 15. November 1968 in Klein Glienicke), erschossen von dem flüchtenden Volkspolizisten Horst Körner.
10. Lutz Meier († 18. Januar 1972 in Schierke), Suizid nach Schussverletzung durch einen flüchtenden Posten.
11. Klaus Peter Seidel und
12. Jürgen Lange († 19. Dezember 1975 in Harras), beide erschossen durch den fahnenflüchtigen NVA-Soldaten Werner Weinhold.
13. Holger Weihmann († 14. Juli 1977 bei Gerstungen), als Posten von seinem, im Anschluss geflüchteten, Postenführer Andreas Fehder erschossen.[11]
14. Ulrich Steinhauer († 4. November 1980 in Schönwalde), als Postenführer von seinem fahnenflüchtigen Posten erschossen.
15. Klaus-Peter Braun († 1. August 1981 in Rustenfelde), von seinem fahnenflüchtigen Posten erschossen.
16. Eberhard Knospe († 5. Mai 1982 in Sommersdorf), als Postenführer von seinem fahnenflüchtigen Posten erschossen.
17. Uwe Dittmann († 22. März 1985 in Spichra), erschossen von einem fahnenflüchtigen GSSD-Soldaten, der sich danach auf der Werra-Brücke nach Pferdsdorf-Spichra selbst erschoss.[12]
18. Horst Hnidyk († 3. August 1989), von einem fahnenflüchtigen GSSD-Angehörigen getötet.[13] Hnidyk wurde in den DDR-offiziellen Listen der getöteten Grenzsoldaten nicht (mehr) genannt.

## Würdigung zu DDR-Zeiten
In der DDR wurden einige der getöteten DDR-Grenzer postum befördert und geehrt. Nach ihnen wurden Straßen, Betriebe, Pionierlager, Kasernen; LPGs, PGHs, Kulturhäuser, Klubhäuser, Ferienhäuser und Schulen benannt sowie Denkmäler und Gedenktafeln aufgestellt. Nach der deutschen Wiedervereinigung wurden viele Denkmale abgerissen und Namensgebungen rückgängig gemacht.

## Weitere Opfer
Neben den im Dienst ums Leben gekommenen Grenzsoldaten fanden bis zur Wende und friedlichen Revolution in der DDR im Herbst 1989 viele hundert DDR-Bürger bei der Flucht aus der Sowjetischen Besatzungszone und der DDR den Tod, dessen Ursache entweder auf Erschießung durch DDR-Grenzsoldaten bzw. durch Grenzsicherungsanlagen (Landminen, Selbstschussanlagen etc.), durch Unfälle (Ertrinken, Erleiden eines tödlichen Herzinfarktes etc.) oder auf Suizid nach Entdeckung beruhen. Darüber hinaus gab es vereinzelt auch Todesfälle unter Bürgern der Bundesrepublik Deutschland und West-Berlins.